# Stefan Nikolić (cestista)
Stefan Nikolić (in serbo Стефан Николић?; Belgrado, 29 maggio 1997) è un cestista serbo di formazione italiana.

## Palmarès
- Campionato italiano: 1

Virtus Bologna: 2020-2021